# Normandiodendron bequaertii
Normandiodendron bequaertii là một loài thực vật có hoa trong họ Đậu. Loài này được (De Wild.) Leonard mô tả khoa học đầu tiên năm 1993.